# Ethel Lina White
Ethel Lina White (Abergavenny, 1876. – London, 1944.) je britanska autorica kriminalističkih romana. 
Rođena je u Abergavennyu, Vels, a pisati je počela još kao dijete. Pisala je eseje i poeme. Nakon toga je počela pisati kratke priče, a poslije i knjige. Prve tri izdane su između 1927. i 1930. i bile su izvrsne. Prvi kriminalsitički roman iz 1931. je Put out the Light. 
Umrla je u Londonu.

## Djela
- The Wish-Bone (1927.)
- 'Twill Soon Be Dark (1929.)
- The Eternal Journey (1930.)
- Put Out the Light (1931.)
- Fear Stalks the Village (1932.)
- Some Must Watch (1933.) (filmed in 1946. as The Spiral Staircase, remade for TV in 2000.)
- Wax (1935.)
- The First Time He Died (1935.)
- The Wheel Spins (1936.) (filmed in 1938. by Alfred Hitchcock as Dama koja nestaje, (prerada) in 1979.)
- The Elephant Never Forgets (1937.)
- Step in the Dark (1938.)
- While She Sleeps (1940.)
- She Faded into Air (1941.)
- Midnight House (U.S. title Her Heart in Her Throat, 1942.) (filmed in 1945. as The Unseen)
- The Man Who Loved Lions (U.S. title The Man Who Was Not There, 1943.)
- They See in Darkness (1944.)